# 卡姆·多蘭
卡姆·多蘭（英語：Cam Dolan；1990年3月7日—）是一位美國橄欖球運動員，出生在佛羅里達。他是美國國家橄欖球隊的一員，代表美國參加了2015年世界盃橄欖球賽。